# Kanadai magyarok
A kanadai magyarok magyar származású vagy magyar ősökkel rendelkező kanadaiak. A 2023-as adatok szerint a teljes létszámuk 320 155, ebből első generációs 56 530, másodgenerációs 88 945, harmadik vagy annál idősebb pedig 174 675. 2016-ban 348 085 kanadai magyar volt. Ezzel a létszámmal a 24. legnagyobb etnikai csoport Kanadában, és így a kanadai magyarság az egyik legnagyobb magyar kisebbség a diaszpórában. 
Kanadába a 19. században kezdtek betelepülni a magyarok. Az első betelepülők a nyugati részekre mentek. Albertába 1866-ban érkeztek az első magyarok. Saskatchewanban egy magyar települést is felépítettek 1885-ben, Esterhazyt (a mellette lévő Kaposvar település ma már Esterhazy része). 1885-ben érkeztek az első magyarok Manitóbába is. A világháborúk és 1956 után is nőtt a kanadai magyarok létszáma, de az újabb bevándorlók már a keleti részeken telepedtek le. 

## Híres kanadai magyarok
- Alanis Morissette - énekesnő (magyar anya)
- Dávid József – hivatásos katona
- Polányi János - Nobel-díjas kémikus (1986)
- Elvis Stojko - korcsolyázó (magyar anya)
- Székely Zoltán - hegedűművész
- Kathleen Gati - színésznő
- Andrew Telegdi - parlamenti képviselő (1993–)
- Tom Wappel - parlamenti képviselő
- Andrea Horwath - politikus
- Henri Sader - politikus (magyar anya)
- Bronco Horvath - jégkorongozó
- Greg Andrusak - jégkorongozó
- Marilyn Bodogh - curling-játékos
- Maggie Szabo - énekesnő, zeneszerző (magyar apa)
- Kaleb Toth - lacrosse játékos
- Tibor Gemeri - labdarúgó
- Robert Lantos - producer
- Peter Munk - üzletember
- Leslie Dan - üzletember
- George Rizsanyi - gitárkészítő mester, Rolling Stones és Sting előadók gitárkészítője
- John Harnad - fizikus
- Attila Buday - kenus
- John Kricfalusi - Emmy-jelölt rajzfilmkészítő (Ren és Stimpy)
- Fehéregyházi Tibor - színész, rendező
- John Hirsch - színházi rendező
- Kenny Vadas - színész
- Brigitte Bako - színésznő
- Ona Grauer - színésznő
- Tamas Buday Jr. - kenus
- Buday Zoltán - színész
- Istvan Kantor - előadóművész
- George Jonas - író
- Ibi Kaslik - író, újságíró
- Anna Porter - író
- Elvira Kurt (Kürt Elvíra) - komikus
- Paul Chato
- Aaron Voros - jégkorongozó
- B. B. Gabor - énekes
- Jessica Rakoczy - ökölvívónő
- Kárpáti György (1934–2009) neurológus, molekuláris biológus, az MTA tagja
- Orosz József - újságíró
- Mézes Miklós - a kanadai magyar közélet szervezője, volt demokrata néppárti képviselő
- Michael Szonyi – sinológus